# Sīrjān (ort i Iran)
Sīrjān (persiska: سیرجان, Serījān) är en ort i Iran.   Den ligger i provinsen Khorasan, i den östra delen av landet, 800 km öster om huvudstaden Teheran. Sīrjān ligger 2 015 meter över havet och antalet invånare är 138.
Terrängen runt Sīrjān är platt åt sydväst, men åt nordost är den kuperad. Runt Sīrjān är det glesbefolkat, med 12 invånare per kvadratkilometer. Närmaste större samhälle är Naqenj, 12,6 km väster om Sīrjān. Omgivningarna runt Sīrjān är i huvudsak ett öppet busklandskap.